# تولتپک
تولتپک (به اسپانیایی: Tultepec) از شهرهای کشور مکزیک است که در ایالت استادو د مخیکو قرار دارد و جمعیت آن طبق سرشماری سال ۲۰۱۰ میلادی ۱۲۲٬۶۸۲ نفر بوده است.